# Джеффрі Начманофф
Джеффрі Начманофф (англ. Jeffrey Nachmanoff; нар. 9 березня 1967) — американський сценарист і кінорежисер. Автор сценарію блокбастеру «Післязавтра» (2004), а також сценаристь і режисер фільму «Зрадник» (2008). Його найбільш успішними комерційними фільмами були «Післязавтра», який заробив 544 мільйони доларів США і «Турист», який зібрав 278 мільйонів доларів США. Начманофф також став режисером фільму «Репродукція» (2018).
Начманофф народився в єврейській сім'ї.

## Фільмографія
| Рік      | Фільм                                           | Роль               | Примітки                     |
| -------- | ----------------------------------------------- | ------------------ | ---------------------------- |
| 1993     | Великий концерт / The Big Gig                   | Режисер, сценарист | короткомертражний фільм      |
| 2001     | Голлівудські пальми / Hollywood Palms           | Режисер            |                              |
| 2004     | Післязавтра / The Day After Tomorrow            | сценарист          |                              |
| 2008     | Зрадник / Traitor                               | Режисер, сценарист | Випущено 27 серпня 2008 року |
| 2010     | Турист / The Tourist                            | сценарист          |                              |
| 2011     | телесеріал Батьківщина / Homeland               | Режисер            | Епізоди 01.04 та 01.09       |
| 2014     | телесеріал Легенди / Legends                    | Співрозробник      |                              |
| 2015     | телесеріал Відданість / Allegiance              | Режисер            | Епізод 01.05                 |
| 2017 рік | телесеріал Відважні / The Brave                 | Режисер            | Епізод 01.03                 |
| 2018 рік | Репродукція / Replicas                          | Режисер            |                              |
| 2019 рік | телесеріал Переродження / The Passage           | Режисер            | Епізод: 01.05                |
| 2020 рік | телесеріал Країна Лавкрафта / Lovecraft Country | Режисер            | Епізод: 01.09                |

## Невипущена робота
Начманофф писав сценарій для фільму «Принц Персії: Піски часу» на початку створення фільму.

## Особисте життя
Його брат Дейв Начманофф є автором пісень і регулярно підтримує Ела Стюарта. Джеффрі з'являється в альбомі свого брата «Нитки часу».